# Liber mysteriorum
Il Liber mysteriorum, noto anche come Tractatus mysteriorum o De mysteriis (Sui misteri), è un'opera di Ilario di Poitiers, dottore della Chiesa, scritta negli ultimi anni della sua vita; appartiene al gruppo delle sue opere esegetiche.
L'opera è un'esegesi tipologica riguardante i primi capitoli del libro della Genesi, la storia dei patriarchi e dei profeti Osea e Giosuè.